# Okoń pawik
Okoń pawik, bass pawik (Centrarchus macropterus) – gatunek słodkowodnej ryby okoniokształtnej z rodziny bassowatych (Centrarchidae). Jedyny przedstawiciel rodzaju Centrarchus. Bywa hodowany w akwariach.

## Występowanie
Zamieszkuje w Ameryce Północnej. Spotykany w rzekach i jeziorach nad mulistym dnem.

## Charakterystyka
Żywi się zoobentosem i małymi rybami. Dorasta przeciętnie do kilkunastu, maksymalnie do blisko 30 cm długości.